# Морозов, Владимир Фёдорович
Владимир Фёдорович Моро́зов (1932—1959) — советский поэт, переводчик.

## Биография
Родился в семье служащего. В годы Великой Отечественной с матерью Софьей Павловной и сестрой Татьяной находился в эвакуации в Ивановской области. Отец, Фёдор Яковлевич — в действующей армии на фронте.
Во время учёбы в школе, занимался в драматическом кружке петрозаводского Дворца пионеров, писал стихи. По окончании школы в 1950 году поступил в Литературный институт имени А. М. Горького (руководитель семинара С. В. Смирнов), после третьего курса перевёлся на заочное отделение.
Первое стихотворение опубликовано в 1948 году в карельской республиканской молодёжной газете. В газете «Юные ленинцы», предназначенной для школьников и создававшейся школьниками (деткоры и юнкоры), в 1957—1958 годах начал публиковаться В. Морозов, «уже зарекомендовавший себя как тонкий и глубокий лирик». Хотя Владимир Морозов не считался детским поэтом, но чувствовалось его влияние как во «взрослой», так и в детской литературе.
С начала 1950-х годов стихи Владимира Морозова публикуются в журналах «На рубеже», «Смена», в газете «Комсомольская правда».
Одно из лучших произведений поэта — лирическая повесть-поэма «Анастасия Фомина» о судьбе женщины-труженицы, усыновившей и воспитавшей в годы Великой Отечественной войны ребёнка-сироту, была опубликована в 1954 году в журнале «На рубеже».
В 1955 году был призван в ряды Советской Армии, служил в Заполярье.
Первый сборник «Стихи о настоящем» вышел в 1957 году в Петрозаводске, в этом же году в Москве, в издательстве «Молодая гвардия» вышел второй сборник стихов — «Стихи», в том же году закончена работа над поэмой «Венера и Бригитта». В 1958 году написана поэма «Про человека Ивана Головина».
Кроме стихов в творчестве В. Ф. Морозова есть прозаические произведения, переводы стихотворений Тайсто Сумманена и Мусы Джалиля.
Незадолго до самоубийства, поэт подготовил к изданию третью книгу стихов «Рука друга» и был принят в Союз писателей СССР.
Как вспоминал Роберт Рождественский:

«Владимир любил жизнь, щедро вбирал в себя мысли, краски, звуки, чувства окружающего мира, был по-настоящему талантлив»

Похоронен на Сулажгорском кладбище Петрозаводска, 1-й участок.

## Произведения
- Стихи о настоящем. — Петрозаводск, Карельское книжное издательство, 1957. — 94 с.
- Стихи. — Москва, Молодая гвардия, 1957. — 79 с.
- Рука друга: стихи. — Москва, Советский писатель, 1959. — 55 с.
- Откровение: Стихи и поэмы. — Петрозаводск, Карельское книжное издательство, 1965. — 288 с.
- Анастасия Фомина. Мальчики: поэма. — Петрозаводск, 1966. — 39 с.
- Избранное. Стихи и поэмы. — Петрозаводск, Карелия, 1970. — 263 с.
- Стихи о настоящем: Стихи и поэмы / Предисл. С. Смирнова — М., 1974. — 86 с.: ил.
- Лирика. — Петрозаводск, 1982. — 191 с.: портр.
- Верность: Избранное / Сост. В. Данилов; предисл. А. Валентика. — Петрозаводск. 1997. — 159 с.
- Любовь проверена разлукой: стихотворения и поэмы, воспоминания современников: [сборник] / авт.-сост. Александр Валентик. — Петрозаводск: Острова, 2014. — 239 с.: ил. — Библиогр.: с. 236. ISBN 978-5-98686-062-6

## Память
Премия имени В. Ф. Морозова для молодых поэтов Карелии учреждена в 2007 году Министерством образования Республики Карелия.
Карельская республиканская детско-юношеская библиотека в Петрозаводске в 2012—2018 гг. носила имя поэта Владимира Фёдоровича Морозова.
Постановлением Главы города Петрозаводска от 16 ноября 2016 года в Петрозаводске появился сквер имени Владимира Морозова рядом с библиотекой, носящей его имя.
28 сентября 2018 г. был открыт памятник поэтам Владимиру Морозову и Роберту Рождественскому у здания Карельской госфилармонии в Петрозаводске.
Владимиру Морозову посвящено стихотворение Евгения Евтушенко «Посвящение Владимиру Морозову».